# Llista de topònims de Vilaller
Llista de topònims (noms propis de lloc) del municipi de Vilaller, a l'Alta Ribagorça
Informació actualitzada per un bot. Els canvis manuals es perdran quan s'actualitzi!

## borda
| imatge | Nom                     | Ubicat a | instància de | Detalls | coordenades                                                          | Protecció | Commons (més fotos) | Dades a WD                    |
| ------ | ----------------------- | -------- | ------------ | ------- | -------------------------------------------------------------------- | --------- | ------------------- | ----------------------------- |
|        | Cabana de Fenerui       | Vilaller | borda        |         | 42° 34′ 09″ N, 0° 47′ 37″ E / 42.5691399180698°N,0.793482579671919°E |           |                     | Modifica les dades a Wikidata |
|        | Casa forestal del Rases | Vilaller | borda        |         | 42° 35′ 16″ N, 0° 45′ 50″ E / 42.5878990907555°N,0.763840630674962°E |           |                     | Modifica les dades a Wikidata |
|        | borda d'Orret           | Vilaller | borda        |         | 42° 28′ 29″ N, 0° 42′ 39″ E / 42.474611824594°N,0.710876409908513°E  |           |                     | Modifica les dades a Wikidata |
|        | borda de Janot          | Vilaller | borda        |         | 42° 28′ 01″ N, 0° 42′ 14″ E / 42.4669234954961°N,0.703785809644676°E |           |                     | Modifica les dades a Wikidata |
|        | borda de Joaniquet      | Vilaller | borda        |         | 42° 28′ 27″ N, 0° 42′ 36″ E / 42.4740816485405°N,0.71003205710211°E  |           |                     | Modifica les dades a Wikidata |
|        | borda de Lluís          | Vilaller | borda        |         | 42° 28′ 36″ N, 0° 42′ 28″ E / 42.4767841950297°N,0.707828910800192°E |           |                     | Modifica les dades a Wikidata |
|        | borda de Mixinquer      | Vilaller | borda        |         | 42° 28′ 31″ N, 0° 42′ 39″ E / 42.4751442063932°N,0.710929985913973°E |           |                     | Modifica les dades a Wikidata |
|        | borda de Taüll          | Vilaller | borda        |         | 42° 28′ 33″ N, 0° 42′ 08″ E / 42.4757983245533°N,0.702220395275265°E |           |                     | Modifica les dades a Wikidata |
|        | la Quadra               | Vilaller | borda        |         | 42° 29′ 10″ N, 0° 42′ 57″ E / 42.4861486764415°N,0.715894224977332°E |           |                     | Modifica les dades a Wikidata |

## casa
| imatge | Nom                      | Ubicat a | instància de | Detalls                     | coordenades                                          | Protecció                   | Commons (més fotos) | Dades a WD                    |
| ------ | ------------------------ | -------- | ------------ | --------------------------- | ---------------------------------------------------- | --------------------------- | ------------------- | ----------------------------- |
|        | Casa Calvera la Vella    | Vilaller | casa         | Estil: arquitectura popular |                                                      | bé cultural d'interès local |                     | Modifica les dades a Wikidata |
|        | Casa Massover            | Vilaller | casa         |                             | 42° 28′ 35″ N, 0° 42′ 58″ E / 42.476335°N,0.716038°E | bé cultural d'interès local |                     | Modifica les dades a Wikidata |
|        | Casa Riu                 | Vilaller | casa         | Estil: arquitectura popular | 42° 33′ 22″ N, 0° 45′ 09″ E / 42.556242°N,0.752609°E | bé cultural d'interès local |                     | Modifica les dades a Wikidata |
|        | Casa Roqué               | Vilaller | casa         | Estil: arquitectura popular | 42° 28′ 35″ N, 0° 42′ 58″ E / 42.476254°N,0.716011°E | bé cultural d'interès local |                     | Modifica les dades a Wikidata |
|        | Casa Taüll               | Vilaller | casa         | Estil: arquitectura popular | 42° 28′ 36″ N, 0° 42′ 58″ E / 42.476794°N,0.716003°E | bé cultural d'interès local |                     | Modifica les dades a Wikidata |
|        | Solar Paller de Casa Riu | Vilaller | casa         | Estil: arquitectura popular | 42° 33′ 23″ N, 0° 45′ 10″ E / 42.556405°N,0.752651°E | bé cultural d'interès local |                     | Modifica les dades a Wikidata |

## collada
| imatge | Nom                  | Ubicat a                | instància de | Detalls | coordenades                                                                                              | Protecció | Commons (més fotos)        | Dades a WD                    |
| ------ | -------------------- | ----------------------- | ------------ | ------- | --- | --------- | -------------------------- | ----------------------------- |
|        | Port de Gelada       | Vilaller la Vall de Boí | collada      |         | 42° 32′ 09″ N, 0° 46′ 08″ E / 42.535728°N,0.768804°E 2070 msnm                                           |           |                            | Modifica les dades a Wikidata |
|        | coll Arenós          | la Vall de Boí Vilaller | collada      |         | 42° 35′ 20″ N, 0° 48′ 03″ E / 42.588894°N,0.800911°E vall de Llubriqueto vall de Besiberri 2826 msnm     |           | Coll Arenós de Llubriqueto | Modifica les dades a Wikidata |
|        | coll d'Abellers      | la Vall de Boí Vilaller | collada      |         | 42° 35′ 40″ N, 0° 49′ 24″ E / 42.59440833°N,0.82324167°E vall de Llubriqueto vall de Besiberri 2884 msnm |           | Coll d'Abellers            | Modifica les dades a Wikidata |
|        | coll de Fenerui      | la Vall de Boí Vilaller | collada      |         | 42° 34′ 25″ N, 0° 47′ 41″ E / 42.573613°N,0.794638°E vall de Llubriqueto 2497 msnm                       |           | Coll de Fenerui            | Modifica les dades a Wikidata |
|        | coll de Senet        | Vilaller la Vall de Boí | collada      |         | 42° 33′ 56″ N, 0° 48′ 08″ E / 42.565555555556°N,0.80222222222222°E                                       |           |                            | Modifica les dades a Wikidata |
|        | coll de Serreres     | Vilaller                | collada      |         | 42° 28′ 10″ N, 0° 44′ 03″ E / 42.46944°N,0.73426°E                                                       |           |                            | Modifica les dades a Wikidata |
|        | collada de Segre     | Vilaller Montanui       | collada      |         | 42° 30′ 15″ N, 0° 44′ 00″ E / 42.50425°N,0.73342°E                                                       |           |                            | Modifica les dades a Wikidata |
|        | colladeta d'Abellers | la Vall de Boí Vilaller | collada      |         | 42° 35′ 27″ N, 0° 48′ 15″ E / 42.59086667°N,0.80423056°E vall de Llubriqueto vall de Besiberri 2856 msnm |           | Colladeta d'Abellers       | Modifica les dades a Wikidata |
|        | pas de Trescazes     | la Vall de Boí Vilaller | collada      |         | 42° 35′ 52″ N, 0° 49′ 32″ E / 42.59771944°N,0.82550278°E capçalera de Caldes vall de Besiberri 2908 msnm |           | Pas Trescazes              | Modifica les dades a Wikidata |

## curs d'aigua
| imatge | Nom                 | Ubicat a                                                      | instància de | Detalls                        | coordenades                                                                                       | Protecció | Commons (més fotos) | Dades a WD                    |
| ------ | ------------------- | ------------------------------------------------------------- | ------------ | ------------------------------ | ------------------------------------------------------------------------------------------------- | --------- | ------------------- | ----------------------------- |
|        | Noguera Ribagorçana | Vall d'Aran Alta Ribagorça Pallars Jussà Noguera Segrià Aragó | curs d'aigua | Desemboca: Segre Llarg: 133km  | 42° 37′ 36″ N, 0° 42′ 21″ E / 42.6267°N,0.7058°E 41° 40′ 29″ N, 0° 42′ 22″ E / 41.6747°N,0.7061°E |           | Noguera Ribagorçana | Modifica les dades a Wikidata |
|        | barranc Fondo       | Vilaller                                                      | curs d'aigua | Desemboca: Noguera Ribagorçana | 42° 27′ 41″ N, 0° 43′ 34″ E / 42.461493°N,0.726119°E                                              |           |                     | Modifica les dades a Wikidata |

## edifici
| imatge | Nom                                     | Ubicat a | instància de | Detalls                                                  | coordenades                                         | Protecció                                  | Commons (més fotos)   | Dades a WD                    |
| ------ | --------------------------------------- | -------- | ------------ | -------------------------------------------------------- | --------------------------------------------------- | ------------------------------------------ | --------------------- | ----------------------------- |
|        | Antics porxos de la plaça de l'Església | Vilaller | edifici      | Estil: arquitectura popular Estat: enderrocat o destruït | 42° 28′ 35″ N, 0° 43′ 00″ E / 42.476333°N,0.7168°E  | bé integrant del patrimoni cultural català |                       | Modifica les dades a Wikidata |
|        | Forats dels Carantos                    | Vilaller | edifici      | Estil: arquitectura popular                              |                                                     | bé cultural d'interès local                |                       | Modifica les dades a Wikidata |
|        | Seminari de Riupedrós                   | Vilaller | edifici      | Estil: arquitectura popular                              | 42° 29′ 01″ N, 0° 42′ 56″ E / 42.483495°N,0.71562°E | bé cultural d'interès local                | Seminari de Riupedrós | Modifica les dades a Wikidata |

## entitat singular de població
| imatge | Nom      | Ubicat a | instància de                                                    | Detalls | coordenades                                                                    | Protecció | Commons (més fotos) | Dades a WD                    |
| ------ | -------- | -------- | --------------------------------------------------------------- | ------- | ------------------------------------------------------------------------------ | --------- | ------------------- | ----------------------------- |
|        | Senet    | Vilaller | entitat singular de població entitat municipal descentralitzada | 32 hab  | 42° 33′ 28″ N, 0° 45′ 08″ E / 42.557777777778°N,0.75222222222222°E 1302.8 msnm |           | Senet               | Modifica les dades a Wikidata |
|        | Vilaller | Vilaller | entitat singular de població capital municipal                  | 474 hab | 42° 28′ 34″ N, 0° 43′ 01″ E / 42.47624°N,0.71686°E ca:N-230, km 132 978 msnm   |           |                     | Modifica les dades a Wikidata |

## església
| imatge | Nom                                     | Ubicat a | instància de     | Detalls                                                        | coordenades                                                                                   | Protecció                   | Commons (més fotos)      | Dades a WD                    |
| ------ | --------------------------------------- | -------- | ---------------- | -------------------------------------------------------------- | --------------------------------------------------------------------------------------------- | --------------------------- | ------------------------ | ----------------------------- |
|        | Mare de Déu dels Dolors                 | Vilaller | església         |                                                                | 42° 27′ 06″ N, 0° 42′ 27″ E / 42.4516884831329°N,0.707480021627867°E                          |                             |                          | Modifica les dades a Wikidata |
|        | Sant Antoni                             | Vilaller | església capella |                                                                | 42° 27′ 59″ N, 0° 42′ 48″ E / 42.4664408898173°N,0.71342445851904°E                           |                             |                          | Modifica les dades a Wikidata |
|        | Sant Climent de Vilaller                | Vilaller | església         | Estil: arquitectura barroca 18th century                       | 42° 28′ 36″ N, 0° 43′ 00″ E / 42.476618°N,0.716697°E ca:Pl. de l'Església 979 msnm            | bé cultural d'interès local | Sant Climent de Vilaller | Modifica les dades a Wikidata |
|        | Sant Mamés de Vilaller                  | Vilaller | església ermita  | Estil: arquitectura romànica arquitectura popular 13rd century | 42° 29′ 03″ N, 0° 43′ 04″ E / 42.484135°N,0.717908°E ca:Partida de Sant Mamés 984 msnm        | bé cultural d'interès local | Sant Mamés de Vilaller   | Modifica les dades a Wikidata |
|        | Sant Miquel de Casa Cierco              | Vilaller | església capella |                                                                | 42° 31′ 01″ N, 0° 43′ 31″ E / 42.5170587951236°N,0.725151772505067°E ca:Casa Cierco 1054 msnm |                             |                          | Modifica les dades a Wikidata |
|        | Sant Salvador de Casós                  | Vilaller | església ermita  | Estil: Popular Dedicat a: Jesús de Natzaret                    | 42° 29′ 04″ N, 0° 44′ 12″ E / 42.484431°N,0.736647°E 1460 msnm                                |                             | Sant Salvador de Casós   | Modifica les dades a Wikidata |
|        | Santa Cecília de Senet                  | Vilaller | església         | Estil: art preromànic arquitectura romànica                    | 42° 33′ 28″ N, 0° 45′ 12″ E / 42.557742°N,0.753388°E                                          | bé cultural d'interès local |                          | Modifica les dades a Wikidata |
|        | santuari de la Mare de Déu de Riupedrós | Vilaller | església         | Estil: arquitectura popular 20th century                       | 42° 29′ 03″ N, 0° 42′ 56″ E / 42.484051°N,0.715514°E ca:Partida de Reperós 976 msnm           | bé cultural d'interès local | Mare de Déu de Riupedrós | Modifica les dades a Wikidata |

## font
| imatge | Nom               | Ubicat a | instància de | Detalls | coordenades                                                          | Protecció | Commons (més fotos) | Dades a WD                    |
| ------ | ----------------- | -------- | ------------ | ------- | -------------------------------------------------------------------- | --------- | ------------------- | ----------------------------- |
|        | font Herbera      | Vilaller | font         |         | 42° 33′ 20″ N, 0° 46′ 30″ E / 42.5555794591178°N,0.774934707612137°E |           |                     | Modifica les dades a Wikidata |
|        | font de Sentúcia  | Vilaller | font         |         | 42° 28′ 28″ N, 0° 44′ 15″ E / 42.4744494598077°N,0.737608071326972°E |           |                     | Modifica les dades a Wikidata |
|        | font del Bosc     | Vilaller | font         |         | 42° 34′ 02″ N, 0° 45′ 39″ E / 42.5672830462201°N,0.760910487607161°E |           |                     | Modifica les dades a Wikidata |
|        | font dels Hortets | Vilaller | font         |         | 42° 33′ 53″ N, 0° 45′ 38″ E / 42.5646439463537°N,0.760420166722597°E |           |                     | Modifica les dades a Wikidata |
|        | fonts de l'Orri   | Vilaller | font         |         | 42° 34′ 06″ N, 0° 47′ 34″ E / 42.5684248527211°N,0.792825547949496°E |           |                     | Modifica les dades a Wikidata |

## indret
| imatge | Nom                                     | Ubicat a | instància de | Detalls | coordenades                                          | Protecció                   | Commons (més fotos) | Dades a WD                    |
| ------ | --------------------------------------- | -------- | ------------ | ------- | ---------------------------------------------------- | --------------------------- | ------------------- | ----------------------------- |
|        | Faro de les Falles de Sant Joan a Senet | Vilaller | indret       |         | 42° 33′ 20″ N, 0° 45′ 29″ E / 42.555636°N,0.75799°E  | bé cultural d'interès local |                     | Modifica les dades a Wikidata |
|        | Faro vell de les Falles de Sant Joan    | Vilaller | indret       |         | 42° 28′ 05″ N, 0° 43′ 58″ E / 42.468007°N,0.732865°E | bé cultural d'interès local |                     | Modifica les dades a Wikidata |

## llac glacial
| imatge | Nom                               | Ubicat a | instància de | Detalls                                    | coordenades                                                                      | Protecció | Commons (més fotos) | Dades a WD                    |
| ------ | --------------------------------- | -------- | ------------ | ------------------------------------------ | -------------------------------------------------------------------------------- | --------- | ------------------- | ----------------------------- |
|        | Estany de Besiberri               | Vilaller | llac glacial | Llarg: 382m Ample: 133m Superfície: 4.03ha | 42° 36′ 15″ N, 0° 47′ 20″ E / 42.604077°N,0.788909°E vall de Besiberri 1985 msnm |           | Estany de Besiberri | Modifica les dades a Wikidata |
|        | estanyets de l'Obaga de Besiberri | Vilaller | llac glacial |                                            | 42° 35′ 45″ N, 0° 47′ 51″ E / 42.595944122254°N,0.79757549898804°E               |           |                     | Modifica les dades a Wikidata |
|        | l'Estanyet de Besiberri           | Vilaller | llac glacial | Llarg: 142m Ample: 81m Superfície: 0.64ha  | 42° 36′ 09″ N, 0° 48′ 36″ E / 42.602524°N,0.810072°E vall de Besiberri 2162 msnm |           | L'Estanyet          | Modifica les dades a Wikidata |

## masia
| imatge | Nom                 | Ubicat a | instància de | Detalls | coordenades                                                          | Protecció | Commons (més fotos) | Dades a WD                    |
| ------ | ------------------- | -------- | ------------ | ------- | -------------------------------------------------------------------- | --------- | ------------------- | ----------------------------- |
|        | Casa de Cierco      | Vilaller | masia        |         | 42° 31′ 01″ N, 0° 43′ 30″ E / 42.51707909988°N,0.72487679211011°E    |           |                     | Modifica les dades a Wikidata |
|        | Caseta de la Solana | Vilaller | masia        |         | 42° 31′ 10″ N, 0° 44′ 11″ E / 42.5195214489723°N,0.736274109339582°E |           |                     | Modifica les dades a Wikidata |

## muntanya
| imatge | Nom                              | Ubicat a                            | instància de | Detalls | coordenades                                                                                              | Protecció | Commons (més fotos)              | Dades a WD                    |
| ------ | -------------------------------- | ----------------------------------- | ------------ | ------- | --- | --------- | -------------------------------- | ----------------------------- |
|        | Besiberri Nord                   | la Vall de Boí Vilaller Naut Aran   | muntanya     |         | 42° 36′ 19″ N, 0° 49′ 35″ E / 42.6052569802°N,0.826303718072°E 3008 msnm                                 |           | Besiberri Nord                   | Modifica les dades a Wikidata |
|        | Besiberri Sud                    | la Vall de Boí Vilaller             | muntanya     |         | 42° 35′ 38″ N, 0° 49′ 34″ E / 42.593789°N,0.825995°E 3023 msnm                                           |           | Besiberri Sud                    | Modifica les dades a Wikidata |
|        | Besiberri del Mig                | la Vall de Boí Vilaller             | muntanya     |         | 42° 36′ 00″ N, 0° 49′ 30″ E / 42.59989167°N,0.82496944°E 2995 msnm                                       |           | Besiberri del Mig                | Modifica les dades a Wikidata |
|        | Cap de Gelada                    | la Vall de Boí Vilaller             | muntanya     |         | 42° 31′ 18″ N, 0° 45′ 55″ E / 42.521551°N,0.765144°E 2449 msnm                                           |           |                                  | Modifica les dades a Wikidata |
|        | Pic de Planamorrons              | la Vall de Boí Vilaller             | muntanya     |         | 42° 32′ 35″ N, 0° 46′ 28″ E / 42.543°N,0.774511°E 2477 msnm                                              |           |                                  | Modifica les dades a Wikidata |
|        | Pic de les Pales del Port        | la Vall de Boí Vilaller             | muntanya     |         | 42° 31′ 56″ N, 0° 45′ 53″ E / 42.532275°N,0.76476111°E 2230.9 msnm                                       |           |                                  | Modifica les dades a Wikidata |
|        | Punta Senyalada                  | la Vall de Boí Vilaller             | muntanya     |         | 42° 35′ 29″ N, 0° 48′ 31″ E / 42.59137°N,0.808478°E 2952 msnm                                            |           | Punta Senyalada                  | Modifica les dades a Wikidata |
|        | Tossal d'Escobedieso             | Vilaller                            | muntanya     |         | 42° 35′ 38″ N, 0° 47′ 24″ E / 42.59382778°N,0.78996389°E                                                 |           |                                  | Modifica les dades a Wikidata |
|        | Tossal de Posa                   | Vilaller                            | muntanya     |         | 42° 31′ 20″ N, 0° 44′ 06″ E / 42.5222°N,0.735089°E                                                       |           |                                  | Modifica les dades a Wikidata |
|        | Tossal de Sentúcia               | el Pont de Suert Vilaller           | muntanya     |         | 42° 28′ 29″ N, 0° 44′ 45″ E / 42.47464167°N,0.74570556°E 1710.4 msnm                                     |           |                                  | Modifica les dades a Wikidata |
|        | Tossal de Seu                    | Montanui Vilaller                   | muntanya     |         | 42° 29′ 13″ N, 0° 41′ 31″ E / 42.48691389°N,0.69186667°E                                                 |           |                                  | Modifica les dades a Wikidata |
|        | Tossal de Tinabre                | Vilaller                            | muntanya     |         | 42° 29′ 50″ N, 0° 43′ 49″ E / 42.4973°N,0.7303°E                                                         |           |                                  | Modifica les dades a Wikidata |
|        | Tossal de Viuet                  | el Pont de Suert Vilaller           | muntanya     |         | 42° 27′ 16″ N, 0° 43′ 12″ E / 42.4545°N,0.719919°E 1301.9 msnm                                           |           |                                  | Modifica les dades a Wikidata |
|        | Tossal de les Roies de Cardet    | la Vall de Boí Vilaller             | muntanya     |         | 42° 31′ 07″ N, 0° 45′ 55″ E / 42.5185798109°N,0.765365646658°E 2445 msnm                                 |           | Tossal de les Roies de Cardet    | Modifica les dades a Wikidata |
|        | Tossal dels Civils               | Vilaller                            | muntanya     |         | 42° 32′ 02″ N, 0° 45′ 11″ E / 42.533813°N,0.753054°E                                                     |           |                                  | Modifica les dades a Wikidata |
|        | Tossal dels Pins                 | Vilaller                            | muntanya     |         | 42° 31′ 52″ N, 0° 44′ 39″ E / 42.53123889°N,0.744075°E                                                   |           |                                  | Modifica les dades a Wikidata |
|        | Tuc de Contesa                   | Vielha e Mijaran Vilaller           | muntanya     |         | 42° 36′ 56″ N, 0° 47′ 19″ E / 42.615515°N,0.788591°E 2780 msnm                                           |           | Tuc de Contesa                   | Modifica les dades a Wikidata |
|        | Tuc dera Canau de Rius           | Naut Aran Vilaller                  | muntanya     |         | 42° 36′ 39″ N, 0° 49′ 19″ E / 42.6108°N,0.821894°E 2812.8 msnm                                           |           |                                  | Modifica les dades a Wikidata |
|        | Tuc des Estanhets                | Naut Aran Vilaller Vielha e Mijaran | muntanya     |         | 42° 37′ 09″ N, 0° 48′ 25″ E / 42.61923528°N,0.80698889°E 2887 msnm                                       |           | Tuc des Estanhets                | Modifica les dades a Wikidata |
|        | cap de Concesse                  | la Vall de Boí Vilaller             | muntanya     |         | 42° 30′ 29″ N, 0° 45′ 30″ E / 42.508175°N,0.75826111°E 2332 msnm                                         |           | Cap de Concesse                  | Modifica les dades a Wikidata |
|        | cap de Llaveio                   | Vilaller                            | muntanya     |         | 42° 34′ 01″ N, 0° 46′ 57″ E / 42.566857°N,0.782413°E 2501 msnm                                           |           | Cap de Llaveio                   | Modifica les dades a Wikidata |
|        | pena de Fenerui                  | Vilaller                            | muntanya     |         | 42° 33′ 49″ N, 0° 47′ 00″ E / 42.56364167°N,0.78335444°E                                                 |           |                                  | Modifica les dades a Wikidata |
|        | pic d'Abellers                   | la Vall de Boí Vilaller             | muntanya     |         | 42° 35′ 41″ N, 0° 49′ 14″ E / 42.59485833°N,0.82046944°E vall de Besiberri vall de Llubriqueto 2983 msnm |           | Pic d'Abellers                   | Modifica les dades a Wikidata |
|        | pic d'Estany Roi                 | la Vall de Boí Vilaller             | muntanya     |         | 42° 34′ 10″ N, 0° 47′ 56″ E / 42.56935°N,0.79888056°E vall de Llubriqueto 2578 msnm                      |           | Pic d'Estany Roi                 | Modifica les dades a Wikidata |
|        | pic d'Obacs                      | la Vall de Boí Vilaller             | muntanya     |         | 42° 32′ 54″ N, 0° 47′ 39″ E / 42.54844167°N,0.79405556°E 2636 msnm                                       |           |                                  | Modifica les dades a Wikidata |
|        | pic de Baserca                   | la Vall de Boí Vilaller             | muntanya     |         | 42° 35′ 14″ N, 0° 47′ 59″ E / 42.58713611°N,0.79983889°E vall de Besiberri vall de Llubriqueto 2873 msnm |           | Pic de Baserca                   | Modifica les dades a Wikidata |
|        | pic de Fenerui                   | la Vall de Boí Vilaller             | muntanya     |         | 42° 33′ 55″ N, 0° 47′ 54″ E / 42.56521111°N,0.79819722°E vall de Llubriqueto 2584 msnm                   |           | Pic de Fenerui                   | Modifica les dades a Wikidata |
|        | pic de Munyidor                  | la Vall de Boí Vilaller             | muntanya     |         | 42° 33′ 37″ N, 0° 47′ 33″ E / 42.56018611°N,0.79252778°E 2650 msnm                                       |           |                                  | Modifica les dades a Wikidata |
|        | pic de les Capceres d'Estany Roi | la Vall de Boí Vilaller             | muntanya     |         | 42° 34′ 25″ N, 0° 47′ 36″ E / 42.5736°N,0.793203°E vall de Llubriqueto 2584 msnm                         |           | Pic de les Capceres d'Estany Roi | Modifica les dades a Wikidata |
|        | pic del Cap d'Estany Roi         | la Vall de Boí Vilaller             | muntanya     |         | 42° 35′ 08″ N, 0° 48′ 02″ E / 42.585417°N,0.800494°E 2827 msnm                                           |           | Pic del Cap d'Estany Roi         | Modifica les dades a Wikidata |
|        | pic del Clot d'Espós             | la Vall de Boí Vilaller             | muntanya     |         | 42° 33′ 22″ N, 0° 47′ 28″ E / 42.5562°N,0.7911°E 2655 msnm                                               |           |                                  | Modifica les dades a Wikidata |

## oratori
| imatge | Nom                    | Ubicat a | instància de | Detalls | coordenades                                                          | Protecció | Commons (més fotos) | Dades a WD                    |
| ------ | ---------------------- | -------- | ------------ | ------- | -------------------------------------------------------------------- | --------- | ------------------- | ----------------------------- |
|        | Pilaret de Sant Isidre | Vilaller | oratori      |         | 42° 33′ 16″ N, 0° 45′ 55″ E / 42.5544033121636°N,0.765402850584064°E |           |                     | Modifica les dades a Wikidata |
|        | Pilaret de Sant Urbà   | Vilaller | oratori      |         | 42° 28′ 24″ N, 0° 42′ 16″ E / 42.473449029173°N,0.70456276925269°E   |           |                     | Modifica les dades a Wikidata |

## pont
| imatge | Nom                   | Ubicat a                | instància de | Detalls                                                                 | coordenades                                                          | Protecció                   | Commons (més fotos)   | Dades a WD                    |
| ------ | --------------------- | ----------------------- | ------------ | ----------------------------------------------------------------------- | -------------------------------------------------------------------- | --------------------------- | --------------------- | ----------------------------- |
|        | Palanca de Bono       | Vilaller                | pont         |                                                                         | 42° 32′ 06″ N, 0° 43′ 51″ E / 42.5348857781524°N,0.730884972759387°E |                             |                       | Modifica les dades a Wikidata |
|        | Pont d'Aragó          | Vilaller                | pont         |                                                                         | 42° 31′ 02″ N, 0° 43′ 23″ E / 42.5173406944302°N,0.723023443466206°E |                             |                       | Modifica les dades a Wikidata |
|        | Pont de Senet         | Vilaller                | pont         |                                                                         | 42° 33′ 42″ N, 0° 45′ 09″ E / 42.5617419045671°N,0.752484124791346°E |                             |                       | Modifica les dades a Wikidata |
|        | Pont vell de Vilaller | Alta Ribagorça Vilaller | pont         | Estil: arquitectura popular Travessa: Noguera Ribagorçana Estat: ruïnós | 42° 28′ 38″ N, 0° 42′ 54″ E / 42.4772343°N,0.7148718°E               | bé cultural d'interès local | Pont vell de Vilaller | Modifica les dades a Wikidata |

## àrea protegida
| imatge | Nom                                 | Ubicat a                  | instància de                                  | Detalls                       | coordenades                                          | Protecció | Commons (més fotos)                 | Dades a WD                    |
| ------ | ----------------------------------- | ------------------------- | --------------------------------------------- | ----------------------------- | ---------------------------------------------------- | --------- | ----------------------------------- | ----------------------------- |
|        | Gelada                              | Vilaller la Vall de Boí   | àrea protegida Pla d'Espais d'Interès Natural | 1992 Superfície: 2291.24826ha | 42° 31′ 48″ N, 0° 45′ 48″ E / 42.530009°N,0.763426°E |           | Gelada (Alta Ribagorça)             | Modifica les dades a Wikidata |
|        | capçalera de la Noguera Ribagorçana | Vielha e Mijaran Vilaller | àrea protegida                                | 1992 Superfície: 2512.98501ha | 42° 38′ N, 0° 46′ E / 42.63°N,0.76°E                 |           | Capçalera de la Noguera Ribagorçana | Modifica les dades a Wikidata |

## Misc
| imatge | Nom                                       | Ubicat a                          | instància de               | Detalls                                                            | coordenades                                                                                     | Protecció                                            | Commons (més fotos)                       | Dades a WD                    |
| ------ | ----------------------------------------- | --------------------------------- | -------------------------- | ------------------------------------------------------------------ | ----------------------------------------------------------------------------------------------- | ---------------------------------------------------- | ----------------------------------------- | ----------------------------- |
|        | Artiga                                    | Vilaller                          | nucli de població          |                                                                    | 42° 30′ 52″ N, 0° 43′ 41″ E / 42.51457222°N,0.72817222°E 1105 msnm                              |                                                      |                                           | Modifica les dades a Wikidata |
|        | Cabanes de les Escomes                    | Vilaller                          | despoblat                  |                                                                    | 42° 28′ 27″ N, 0° 42′ 11″ E / 42.4741°N,0.703186°E                                              |                                                      |                                           | Modifica les dades a Wikidata |
|        | Castell de l'Estada                       | Vilaller                          | castell                    | Estil: arquitectura romànica                                       | 42° 34′ 15″ N, 0° 45′ 24″ E / 42.5709°N,0.756539°E 1376.7 msnm                                  |                                                      |                                           | Modifica les dades a Wikidata |
|        | Cierco                                    | Vilaller                          | assentament humà           |                                                                    | 42° 31′ 01″ N, 0° 43′ 30″ E / 42.51693194°N,0.72491667°E 1054.9 msnm                            |                                                      |                                           | Modifica les dades a Wikidata |
|        | Furcat                                    | Vilaller                          | vèrtex geodèsic            | Alt: 1.2m                                                          | 42° 31′ 07″ N, 0° 45′ 55″ E / 42.518578°N,0.765377°E 2444.471 msnm                              |                                                      |                                           | Modifica les dades a Wikidata |
|        | Granja del Mas                            | Vilaller                          | granja                     |                                                                    | 42° 27′ 37″ N, 0° 42′ 54″ E / 42.4602649967265°N,0.714865490271748°E                            |                                                      |                                           | Modifica les dades a Wikidata |
|        | Mina de Cierco                            | província de Lleida Vilaller      | mina                       |                                                                    | 42° 31′ 14″ N, 0° 44′ 07″ E / 42.52059°N,0.7354°E                                               |                                                      |                                           | Modifica les dades a Wikidata |
|        | Restes de murs i fortificació de Vilaller | Vilaller                          | muralla urbana             |                                                                    | 42° 28′ 36″ N, 0° 42′ 58″ E / 42.476633°N,0.716064°E 995 msnm                                   | bé d'interès cultural bé cultural d'interès nacional | Restes de murs i fortificació de Vilaller | Modifica les dades a Wikidata |
|        | Vall de Barravés                          | Vilaller Montanui                 | vall                       |                                                                    | 42° 28′ 42″ N, 0° 43′ 06″ E / 42.47833333°N,0.71833333°E                                        |                                                      |                                           | Modifica les dades a Wikidata |
|        | casa consistorial de Vilaller             | Vilaller                          | casa consistorial          |                                                                    | 42° 28′ 35″ N, 0° 43′ 01″ E / 42.4762501°N,0.7169616°E                                          |                                                      |                                           | Modifica les dades a Wikidata |
|        | glacera del Besiberri                     | Vilaller                          | glacera                    | Superfície: 6ha                                                    | 42° 35′ 44″ N, 0° 49′ 25″ E / 42.595629°N,0.823638°E 2750 msnm                                  |                                                      |                                           | Modifica les dades a Wikidata |
|        | l'Espluga                                 | Vilaller                          | cova                       |                                                                    | 42° 32′ 02″ N, 0° 44′ 30″ E / 42.5340085500103°N,0.741631831253033°E                            |                                                      |                                           | Modifica les dades a Wikidata |
|        | massís del Besiberri                      | la Vall de Boí Vilaller Naut Aran | serra                      | Llarg: 2.1km                                                       | 42° 36′ 01″ N, 0° 49′ 31″ E / 42.600277777778°N,0.82527777777778°E 3029 msnm                    |                                                      | Massís del Besiberri                      | Modifica les dades a Wikidata |
|        | om del Trinquet                           | Vilaller                          | arbre singular             | Taxon: Om comú (Ulmus minor) Ample: 14.5m Alt: 15m Perímetre: 3.6m | 42° 28′ 38″ N, 0° 42′ 57″ E / 42.477259°N,0.715804°E ca:Carrer del Trinquet 969 msnm            | bé cultural d'interès local arbre monumental         | L'Om del Trinquet                         | Modifica les dades a Wikidata |
|        | pantà de Baserca                          | Ribagorça Vilaller                | embassament                | Superfície: 93ha Volum: 21.86hm³ Conca: 77.1km²                    | 42° 35′ 17″ N, 0° 45′ 37″ E / 42.58803889°N,0.760375°E 1434.5 msnm                              |                                                      | Pantà de Baserca                          | Modifica les dades a Wikidata |
|        | refugi de Besiberri                       | Vilaller                          | refugi de muntanya edifici | 2001-08-20                                                         | 42° 36′ 17″ N, 0° 48′ 33″ E / 42.604605°N,0.809209°E ca:Sobre l'Estanyet de Besiberri 2221 msnm |                                                      | Refugi de Besiberri                       | Modifica les dades a Wikidata |
|        | vall de Besiberri                         | Vilaller                          | vall glacial               |                                                                    | 42° 36′ 15″ N, 0° 48′ 37″ E / 42.6042°N,0.810278°E                                              |                                                      | Vall de Besiberri                         | Modifica les dades a Wikidata |